# 水戸市立内原中学校
水戸市立内原中学校（みとしりつ うちはらちゅうがっこう）は、茨城県水戸市の内原町にある公立中学校。
旧内原町の妻里小学校、内原小学校、鯉渕小学校の通学地域が主な通学地域となっている。

## 概要
- 敷地面積 39,598m2
- 生徒数 443人（2013年現在）[1]

## 沿革
- 1962年（昭和37年）
  - 内原村立双葉中学校と同村立中妻中学校が統合し、内原村立内原中学校となる。
  - 当時生徒数1053人（25クラス）
  - 双葉牧場と中妻牧場に分かれて授業を行っていた。
- 1963年（昭和38年）
  - 各教室廃止、新校舎に移る
  - 校章ならびに校服制定
  - 内原中学校父母の会と教師の会（PTA)誕生
- 1965年（昭和40年）
  - 内原町政施行のため校名変更により内原町立内原中学校となる。
  - 体育館完成（現在も使用中）
- 2003年（平成15年）
  - 分教室開設
- 2005年（平成17年）
  - 水戸市に合併のため校名変更により水戸市立内原中学校となる。[1]

## 部活動
- 弓道部
- サッカー部
- 野球部
- 柔道部
- 剣道部
- 吹奏楽部
- 美術部
- パソコン部
- バスケットボール部
- 卓球部
- テニス部
- バレー部

## 交通アクセス
- 東日本旅客鉄道（JR東日本）常磐線 内原駅より徒歩13分。